# جامعة كردستان
جامعة كردستان هولير هي مؤسسة تعليمية في أربيل (هولير) بإقليم كردستان العراق، وهي خامس جامعة حكومية يتم افتتاحها في إقليم كردستان. تأسست عام 2006.حصلت جامعة كوردستان هولير على المرتبة الأولى في جميع أنحاء الإقليم في عام 2018. أصبحت جامعة كوردستان هولير أول جامعة في إقليم كردستان يتم اعتمادها دوليًا من قبل (خدمة الاعتماد للكليات الدولية) في عام 2018.
أشادت وزارة التعليم العالي في حكومة إقليم كوردستان بجامعة كوردستان وإدارتها في عام 2019 لمعاييرها الرائعة والخطوات المتخذة لإصلاح التعليم العالي ومعاييره الدولية بناءً على اعتمادها من قبل خدمة الاعتماد للكليات الدولية. 

## وصلات خارجية
- الموقع الألكتروني الرسمي للجامعة